# باشلیق

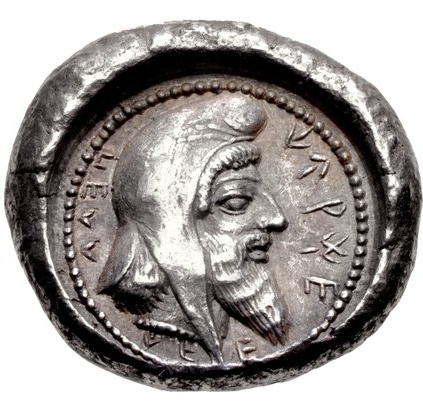
سکه مربوط به قرن چهارم پیش از میلاد، ساتراپ هخامنشی لیکیه با کرباسیه پارسی

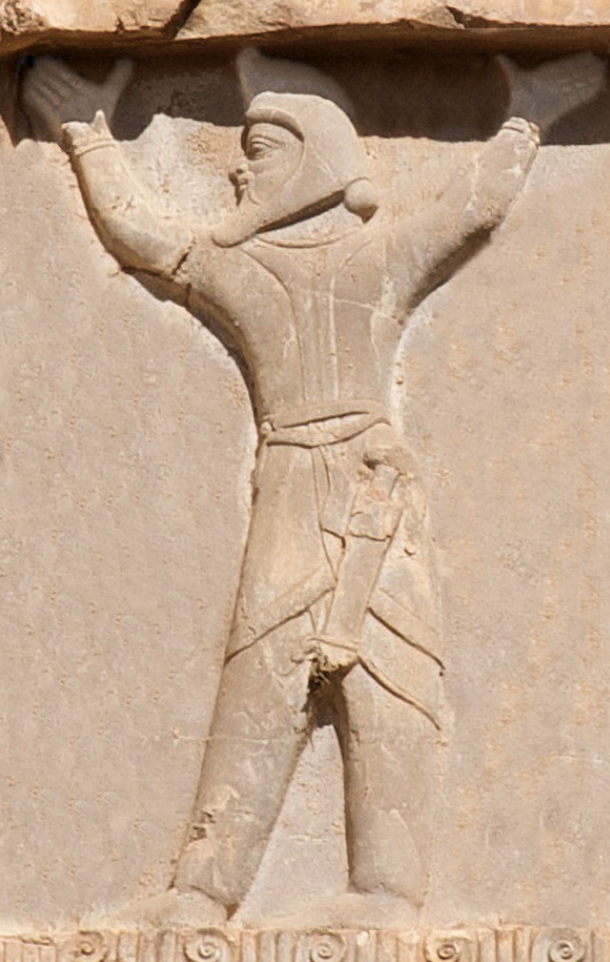
فردی سکایی با سردگ

باشلیق یا باشلِق (تُرکی استانبولی: Başlık) سرپوشی‌است مخروطی‌شکل که در گذشته و حال از سوی ایرانیان  مورد استفاده قرار می‌گرفته ‌است.
این نام در پارسی باستان و زبان پارسیگ با نام های سردگ (sardag) ، کلاگ (klāg) ، فره‌ود (farrahvad) آمده است ، واژه سردگ (sardag) نزدیک‌ترین برابر باشلیق در زبان پارسیگ و زبان پهلوی برای آن به نظر می‌رسد اما این سرپوش در دوره هخامنشی با واژه ی کرباسیه با وات اضافه اُ ، کُرباسیه یا کِرباسیه خوانده و ثبت شده است .
جنس آن از نمد، چرم یا پشم بوده‌است. این سرپوش نوک تیزی داشته و گوش‌ها و گردن را فرامی‌گیرد. نمونه‌های محلی آن گاه به رسن، منگوله، منجوق‌دوزی، قلاب‌دوزی و مانند آن آراسته می‌شوند. نمونه‌های گونه‌گونی از باشلیق به تفکیک جنس-ابریشمی، پشمی و...- و سبک ساخت -اعم از دست‌باف، چسبیده به جامه و...- وجود دارد. 
باشلیق واژه‌ای تُرکی است و از ریشهٔ واژهٔ باش به معنای سر  و لیق حرف نسبت است و کلاه پیوسته به شنل می‌باشد. گونه‌ای از باشلیق که فاقد شال پوشانندهٔ گوش‌ها و گردن است، قالپاق نامیده می‌شود. 
در روزگار نزدیک‌تر در آغاز سدهٔ نوزدهم در روسیه باشلیق یک سرپوش مد روز بود. این پوشش از سوی باشقیرها در میان روسان رواج یافته‌بود. از ۱۸۶۲ باشلیق بخشی از پوشش رسمی نیروی قزاق گردید. باشلیق قزاق‌ها از پشم شتر به رنگ زرد روشن بافته‌می‌شد و نوارهایی زردرنگ هم داشت. در باشلیق افسران این نوارها زرین یا سیمین‌رنگ بودند. تا ۱۹۱۷ باشلیق در ارتش امپراتوری روسیه کاربرد داشت. پس از آن هم ارتش سفید از آن بهره‌برد.

## نگارخانه

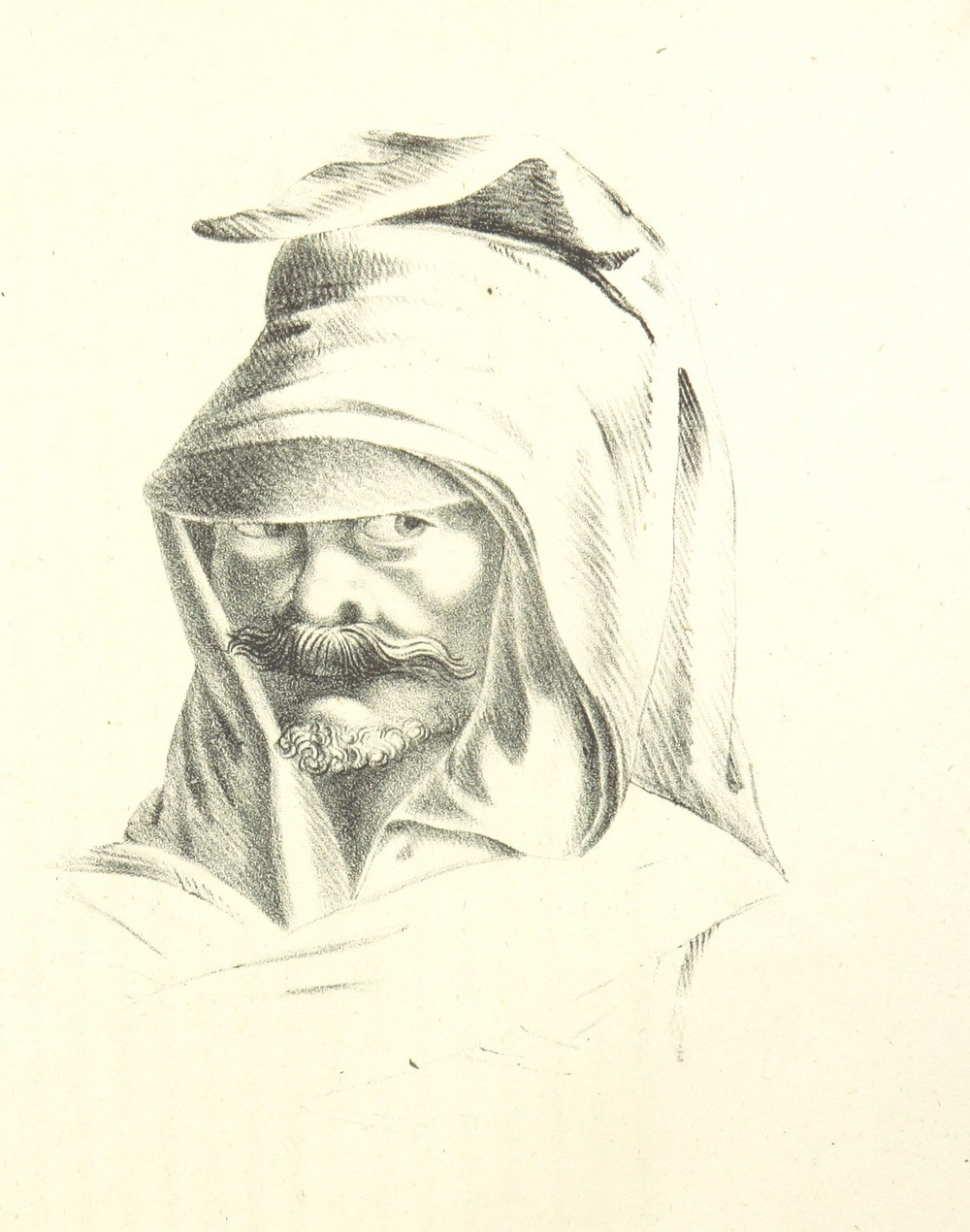
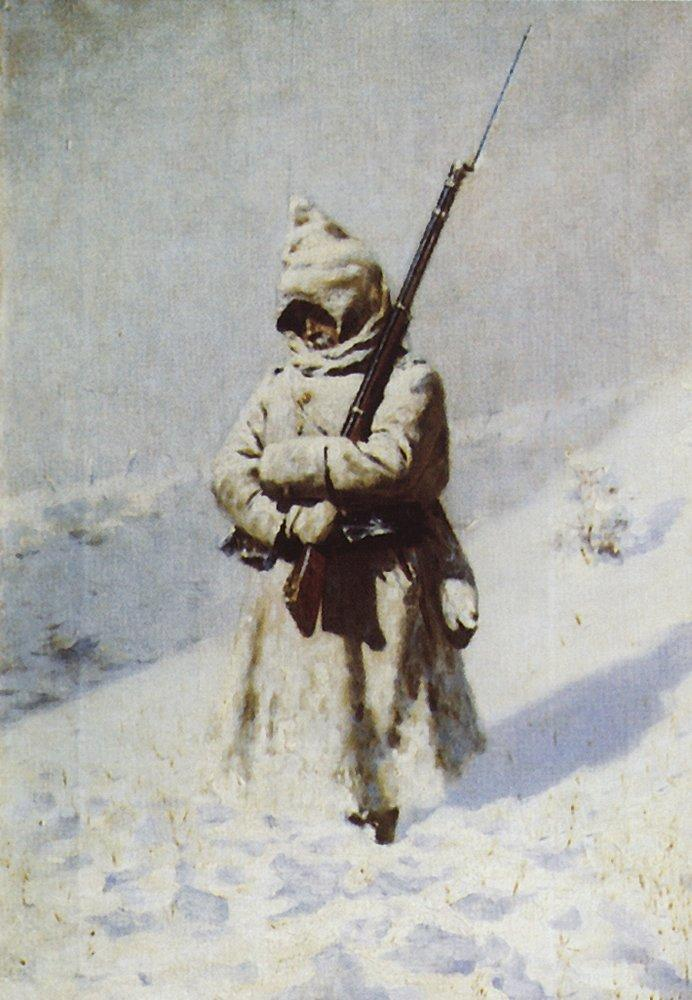
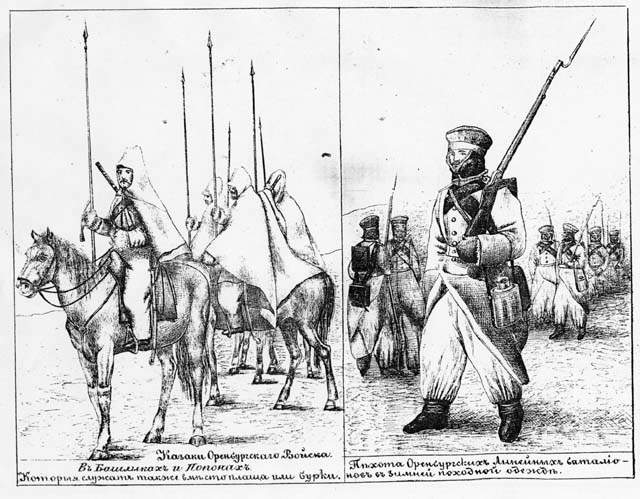
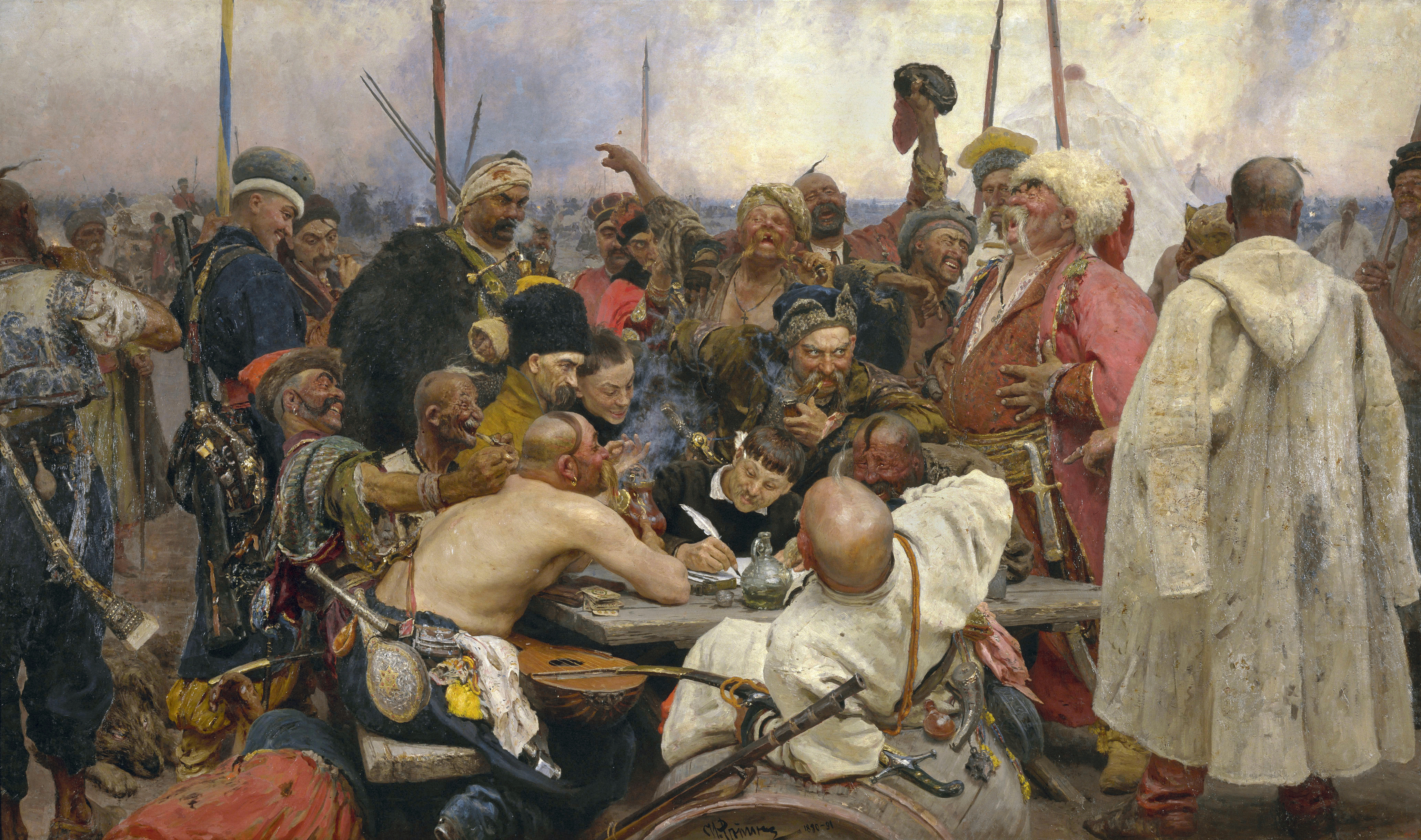